# هنري فيرنون
هنري فيرنون (16 ديسمبر 1828 - 19 فبراير 1855) (بالإنجليزية: Henry Vernon)‏ هو لاعب كريكت بريطاني.

## وصلات خارجية
- هنري فيرنون على موقع إي آس بي آن كريك إنفو (الإنجليزية)